# Lobogonia salvata
Lobogonia salvata är en fjärilsart som beskrevs av Louis Beethoven Prout 1928. Lobogonia salvata ingår i släktet Lobogonia och familjen mätare. Inga underarter finns listade i Catalogue of Life.